# Бронходилатација
Бронходилатација је проширење лумена дисајних путева у плућима праћено опуштањем околних глатких мишића. Изводи се бронходилататорима (бронхолитицима или бронхоспазмолитицима) активним супстанцама која смањује тонус бронхијалних мишића и на тај начин изазивају ширење лумена бронхија. 
Бронходилатација, која се изазива бронходилататорима обично се користи за лечење бронхијалне астме и хроничне опструктивне болести плућа (ХОБП).

## Анатомија
Плућа се састоје од два плућна крила, а свако од њих је подељено на режњеве и сегменте и обложено је висцералном плеуром или марамицом.
Десно плућно крило - подељено је на три режња: горњи, средњи и доњи. Десни горњи режањ има три сегмента: апикални, задњи предњи; десни средњи режањ има два сегмента: постеро-спољни и антеро-спољни. Коначно, десни доњи режањ је подељен на пет сегмената: апикални, инфра или паракардијални, предњи, спољашњи бочни, задњи. Дакле, десно плуће је подељено на 10 сегмената.
Лево плућно крило - има само два режња: горњи и доњи. Леви горњи режањ има пет сегмената: апикални, задњи, предњи, спољашњи језичак, унутрашњи језичак. Доњи режањ има пет сегмената: апикални, инфра или пара-срчани, предњи, спољашњи бочни, задњи.
Свако плућно крило, сваки режањ и већина сегмената добијају аутономни бронхо-васкуларни педункул. Сваки бронх је распоређен у бронхијалне, лобарне, сегментне  (познате и под појмом бронхија 1., 2. и 3. реда).

## Физиологија
Бронхијална мускулатура има двоструку инервацију: симпатичку и парасимпатичку (вагалну). 
- Парасимпатички нервни систем испољава бронхоконстриктивну тоничну активност која омогућава пролаз ваздуха у дисајним путевима и спречава колапс истих у случају повећања трансмуралног притиска. Хемијски посредник ове активности је ацетилхолин.

- Симпатички нервни систем, за разлику од парасимпатичког нервног система, има мешовиту активност, у којој бронходилататорна активност преовлађујућа. Постоје бројне врсте симпатичких рецептора. Међу њима, најпознатији су α рецептори (са бронхоконстрикторским дејством, али изразито ретки на бронхијалном нивоу) и β рецептори (са бронходилататорним дејством, веома бројни у бронхима).

Излучивање катехоламина у надбубрежној жлезди изазива бронходилатацију. У ствари, катехоламини се везују за β бета бронхијалне рецепторе.

## Основне информације
Бронходилатација се односи на проширење сужених бронхија (опуштањем бронхијалних мишића). Бронходилатацију могу да изазову лекови познати под називом бронходилататори који делују на симпатички аутономни нервни систем, под чијим утицајем се проширују бронхиоле, што дозвољава већу алвеоларну размену гасова и повећава циркулацију крви у плућима.
Бронходилатација се заснива на чињеници да активација симпатичког нервног система повећава нивое адреналина и катехоламина у крви и на тај начин доводи до проширења дисајних путева у плућима. 
Бронходилатација лековима може се извести на више начина. 
У медицини се за проширење бронхија користе бета симпатомиметици, парасимпатолитици и теофилини. 
Такође, стимуланси као што су амфетамини, ефедрин или кофеин делују у истом правцу. 
Индиректни бронходилататор је кортизон у спреју, који смањује инфламаторно отицање бронхија и на тај начин помаже у бронходилатације. 
Угљен диоксид је један од најмоћнији природни бронходилататора.
Лекови који изазивају бронходилатацију могу имати нежељена ефекте у већим дозама, на пример на кардиоваскуларни систем.

## Механизам деловања
β 2 рецептор → хетеротримерни Г с протеин → аденилат циклаза → цАМП ↑ → протеин киназа А → фосфорилација (Ца 2+ ) 4 - калмодулина → инхибиција (смањење везивања и активације) киназе лаког ланца миозина.
Бронходилатација доводи до побољшаног искоришћавања кисеоника и олакшава уклањања слузи.

## Групе лекова
Бронходилататори су ефикасни у релаксацији бронхоспазма који се јавља у раним стадијумима астме. Бронходилататори укључују: бета 2-адренергичке агонисте, метилксантине, антагонисте цистеин-леукотриенских рецептора и антагонисте мускаринских рецептора.

### Бета 2-адренергички агонисти
Стимулација бета 2 адренергичких рецептора доводи до опуштања бронхијалних мишића и изазива бронхоспазам. Хемијско једињење које делује у људском телу као што су то краткоделујући агонист бета 2 адренергичких рецептора, користе се у лечењу бронхоспазма код опструктивних болести плућа као што су ХОБП или астма. 
Главни ефекат бета2-адренергичких агониста у лечењу астме је експанзија бронхија, а то је због директног дејства на бета2-адренергичке рецепторе на глатким мишићима. Ови лекови опуштају бронхијалне мишиће без обзира на то који спазмоген је укључен у развој бронхоконстрикције. Они такође спречавају ослобађање медијатора из мастоцита, као и ослобађање једног од примарних медијатора упале, ТНФ-алфа, из моноцита. Бета2-адренергички агонисти, поред овога, могу у бронхима делујући на цилије повећати мукоцилијарни клиренс.
У ову групу лекова спадају: салбутамол, салметерол, тербуталин, фенотерол, репротерол, кленбутерол или формотерол.
Ови лекови се примењују инхалацијом, у облику аеросола, праха или раствора, мада се неки од њих могу применити и орално или парентерално. 
За примену ових лекова у облику аеросола данас се користи посебан облик инхалатора са одмереним дозама.

### Антагонисти леукотриенских рецептора
Антагонисти леукотриенских рецептора су новији лекови за превенцију напада астме. Антагонисти рецептора цистеинил-леукотриена спречавају астму изазвану аспирином, инхибирају астму изазвану вежбањем и смањују рани и касни одговор бронхијалног стабла на инхалациони алерген. Сви леукотриени делују на исти тип цистеинил-леукотриенских рецептора високог афинитета. Ови лекови опуштају глатке мишиће дисајних путева код благих облика астме. Они смањују и еозинофилију спутума, иако до сада није било јасних доказа да утичу на инфламаторни процес који постоји код хроничне астме. Ова група лекова укључује монтелукаст и зафирлукаст. Примјењују се орално.

### Теофилин
Теофилин је дериват ксантина чији механизам деловања још није у потпуности схваћен. С једне стране, у високим дозама теофилин инхибира ензим фосфодиестеразу, што повећава концентрацију другог гласника цАМП у ћелијама бронхијалних мишића. С друге стране, теофилин блокира аденозинске рецепторе, који иначе узрокују сужавање бронхија и ослобађање хистамина.
Главна дејства теофилина су:
- релаксација бронхијалних глатких мишића
- повећање контрактилности и ефикасности срчаног мишића
- повећање брзине рада срца
- повећање крвног притиска
- повећање реналног крвног протока
- нека антиинфламаторна дејства
- стимулаторно дејство централног нервног система, углавном на респираторни центар.

### Антагонисти мускаринских рецептора
Антагонисти мускаринских рецептора се често називају парасимпатолитицима или антихолинергицима, јер селективно блокирају ефекте активације парасимпатичког нерва, спречавајући везивање неуротрансмитера ацетилхолина за мускарински ацетилхолински рецептор. 
Како парасимпатичка активација бронхија доводи до сужавања дисајних путева, локална блокада парасимпатикуса довести до проширења дисајних путева и олакшања стања код напада астме и хроничне опструктивне болести плућа. 
Њихова хемијска структура је таква да поред естарских и базних група у истом односу као ацетилхолин, имају и велику ароматичну групу уместо ацетил групе.
Главни представник је ипратропијум. До опуштања контрахованих глатких мишића долази само ако је изазвано парасимпатичком стимулацијом. Ово се дешава код астме изазване иритантима или у неким случајевима алергијске астме.
Краткоделујући антагонисти мускаринских рецептора је ипратропијум бромид, а дуго делујући су тиотропијум бромид, гликопиронијум бромид, аклидинијум бромид и умеклидинијум бромид. 